# Patrera auricoma
Patrera auricoma là một loài nhện trong họ Anyphaenidae.
Loài này thuộc chi Patrera. Patrera auricoma được Ludwig Carl Christian Koch miêu tả năm 1866.